# Sonia Gándhíová

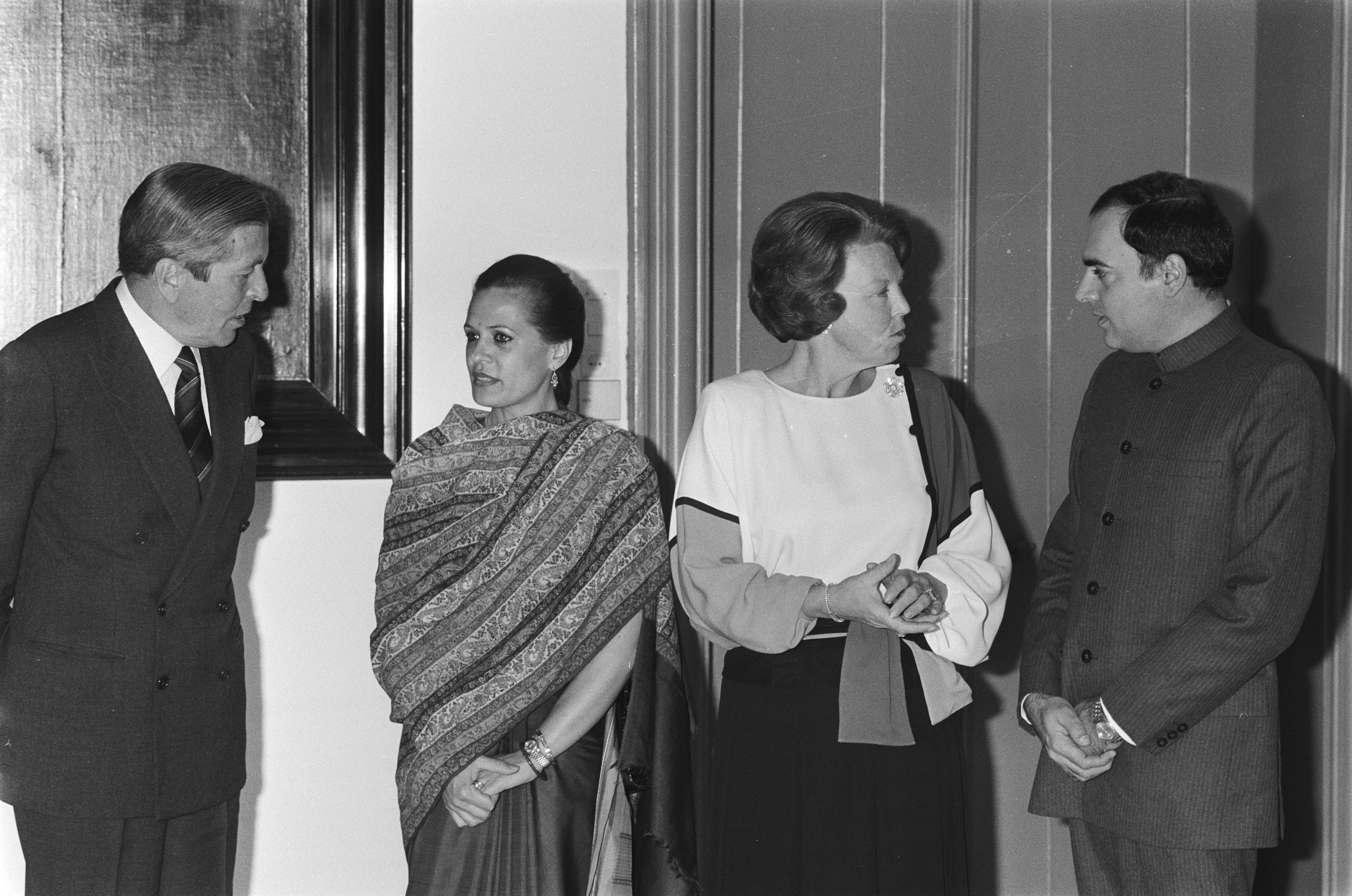
Sonia Gándhíová s holandskou královnou Beatrix a princem Clausem

Sonia Gándhíová (nepřechýleně Sonia Gándhí; rodným jménem Antonia Edvige Albina Maino; * 9. prosinec 1946, Lusiana, Benátsko) je indická politička italského původu a členka Indického národního kongresu (INC), patřící do indické politické dynastie Néhrú-Gándhí.

## Životopis
Narodila se v severní Itálii jako Sonia Mainová, a to jako prostřední ze tří dcer. S Rádžívem Gándhím se seznámila na jazykové škole v anglické Cambridgi, manželský svazek pak spolu uzavřeli dne 25. února 1968. V roce 1983 obdržela indické státní občanství.

### Indické parlamentní volby (2004)
V místních parlamentních volbách v roce 2004 kandidovala za opoziční stranu, Indický národní kongres (INC), a byla právoplatně zvolena premiérkou země, avšak svoje jmenování premiérkou od počátku odmítala ve prospěch Manmóhana Singha.

### Osobní život
Jejím manželem byl zavražděný indický premiér Rádžív Gándhí, s nímž má dvě děti, a to syna Ráhula (* 1970) a dceru Prijanku (* 1971), její tchyní pak byla zavražděná premiérka Indira Gándhíová. Její syn Ráhul se stal v roce 2004 poslancem za indický svazový stát Uttarpradéš, avšak jeho kandidatuře na úřad premiéra země v roce 2014 sama osobně jako politička zabránila.

## Zajímavost
Ačkoliv se jako rodilá Italka učila hindskému jazyku, nehovoří plynule.